# حمام کوچک (آقا رحیم)
حمام کوچک (آقا رحیم) مربوط به دوره قاجار است و در خرم‌آباد، محله پشت بازار، خیابان کمربندی، کوچه حمام آقا رحیم واقع شده و این اثر در تاریخ ۲۴ اسفند ۱۳۸۳ با شمارهٔ ثبت ۱۱۷۵۷ به‌عنوان یکی از آثار ملی ایران به ثبت رسیده است.